# Lusigny-sur-Barse
Lusigny-sur-Barse település Franciaországban, Aube megyében. Lakosainak száma 2265 fő (2022. január 1.). Lusigny-sur-Barse Courteranges, Dosches, Fresnoy-le-Château, Géraudot, Laubressel, Mesnil-Saint-Père, Montaulin, Montiéramey és Montreuil-sur-Barse községekkel határos.

## Népesség
A település népességének változása:
| Lakosok száma | 1012 | 1073 | 1281 | 1657 | 1905 | 2115 | 2167 | 2207 | 2225 | 2265 |
|               | 1968 | 1982 | 1990 | 2006 | 2013 | 2015 | 2017 | 2019 | 2020 | 2022 |